# Gyractis sesere
Gyractis sesere is een zeeanemonensoort uit de familie Actiniidae. De anemoon komt uit het geslacht Gyractis. Gyractis sesere werd in 1893 voor het eerst wetenschappelijk beschreven door Haddon & Shackleton.